# 이동준 (프로게이머)
이동준(1988년 7월 20일 ~ )은 대한민국의 전직 스타크래프트 프로게이머이다. Special[S.G]라는 아이디를 사용하며, 종족은 테란이다.
2006년 상반기 드래프트에서 한빛 스타즈(현 웅진 스타즈)의 추천선수로 입단하였다.
2009년까지 출전기회를 제대로 잡지 못해 이렇다 할 경력은 없었으나, 2010년 대한항공 스타리그 2010 Season 1 예선을 통과하며 데뷔 이후 약 4년 만에 처음으로 개인리그 본선에 진출하여 KT 롤스터의 에이스인 박찬수를 2:1로 승리를 거두어 2차전에 진출했으나, 박세정에게 안타깝게 패배를 하게 되어 16강 진출은 좌절하게 되었다. 신한은행 프로리그 09-10 시즌이 끝난 이후 학업을 계속하고 싶다고 말하고 은퇴하였다.

## 수상 기록
- 2004년 11월 제3회 사이버게임대전 4강
- 2005년 8월 대구 e-sports 페스티벌 우승
- 2005년 11월 제4회 사이버게임대전 우승
- 2010년 2월 대한항공 스타리그 2010 Season 1 36강